# Babe Ruth (Band)
Babe Ruth war eine Rockband der 1970er Jahre aus Hatfield in England. Die größten Erfolge hatte die Band nicht in ihrer Heimat, sondern in Nordamerika.

## Geschichte
Die Gruppe wurde 1971 unter dem Namen Shacklock gegründet, benannt nach dem Gitarristen Alan Shacklock. Weitere Gründungsmitglieder waren Janita Haan und Dave Hewitt. Später kamen Dave Punshon und Dick Powell (der Bruder des Slade-Schlagzeugers Don Powell) hinzu. Sie benannten sich um nach dem amerikanischen Baseballspieler Babe Ruth. Ihr erstes Album First Base, erreichte Goldstatus in Kanada. Ihr wohl größter Erfolg war "The Mexican", in dem auch auf Motive von Ennio Morricone ("For a Few Dollars More") zurückgegriffen wird.
1973, bei der Produktion des zweiten Albums, ersetzten Ed Spevock und Chris Holmes Dick Powell und Dave Punshon. 1975 wurde Chris Holmes durch den Keyboarder Steve Gurl von Wild Turkey ersetzt. Im selben Jahr schied Alan Shacklock aus und wurde durch Bernie Marsden von Wild Turkey ersetzt. Danach verließen Haan und Hewitt die Band, sodass nun keines der ursprünglichen Mitglieder mehr übrig war. Das fünfte Album wurde zusammen mit Ellie Hope und Ray Knott 1976 aufgenommen. Einige Monate später löste sich die Band auf. Bernie Marsden ging später zu Whitesnake.
Zum Jahreswechsel 2005/2006 starteten Janita Haan (jetzt Janita Haan Morris), Alan Shacklock und Dave Hewitt neue Aufnahmen in Nashville zusammen mit Ed Spevock, der seine Schlagzeugaufnahmen in London machte. Das Album wurde im September 2006 fertiggestellt, ist aber bisher nur auf dem bandeigenen Onlinelabel erhältlich.

## Diskografie

### Alben
- First Base, 1972, Harvest SW-11151
- Amar Caballero, 1973, Harvest SHVL 812
- Babe Ruth, 1975 LP Harvest 11367, 1993 CD One Way 56845
- Stealin’ Home, 1975
- Kid’s Stuff, 1976
- Que Pasa, 2007

### Singles
- Rupert’s Magic Feather / Flood, 1971, Decca F 13234
- Wells Fargo / A Few Dollars, 1972, Harvest HAR 5061
- Aint That Livin’ / We Are Holding On, 1973, Harvest HAR 5072
- If Heaven’s On Beauty’s Side / Doctor Love, 1974, Harvest HAR 5082
- Wells Fargo / The Mexican, 1974, Harvest HAR 5087
- Private Number / Somebody’s Nobody, 1975, Harvest HAR 5090
- Elusive / Say No More (Spevock / Gurl), 1976, Capitol CL-15869
- The Duchess of New Orleans / The Jack O’Lantern / Turquoise, 1976, Harvest SPSR 377

### Sampler
- Greatest Hits, 1977
- Grand Slam: The Best of Babe Ruth, 1995.
- First Base / Amar Caballero, 1998, BGO CD 382. (Zwei remasterte Alben mit Begleittext und Bildern der Band)
- Babe Ruth / Stealin' Home, 2000, BGO CD 452. (Zwei remasterte Alben mit Begleittext und Bildern der Band)

### Videoalben
- Babe Ruth in Concert, DVD of 1975 Montreal concert.